# Haus Mallinckrodt

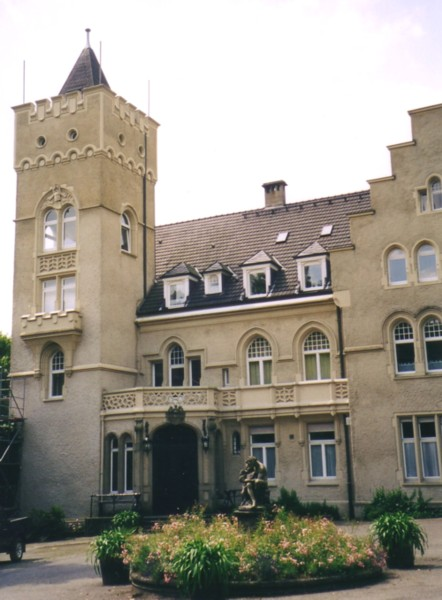
Das Haupthaus vom „Schloss“ Mallinckrodt

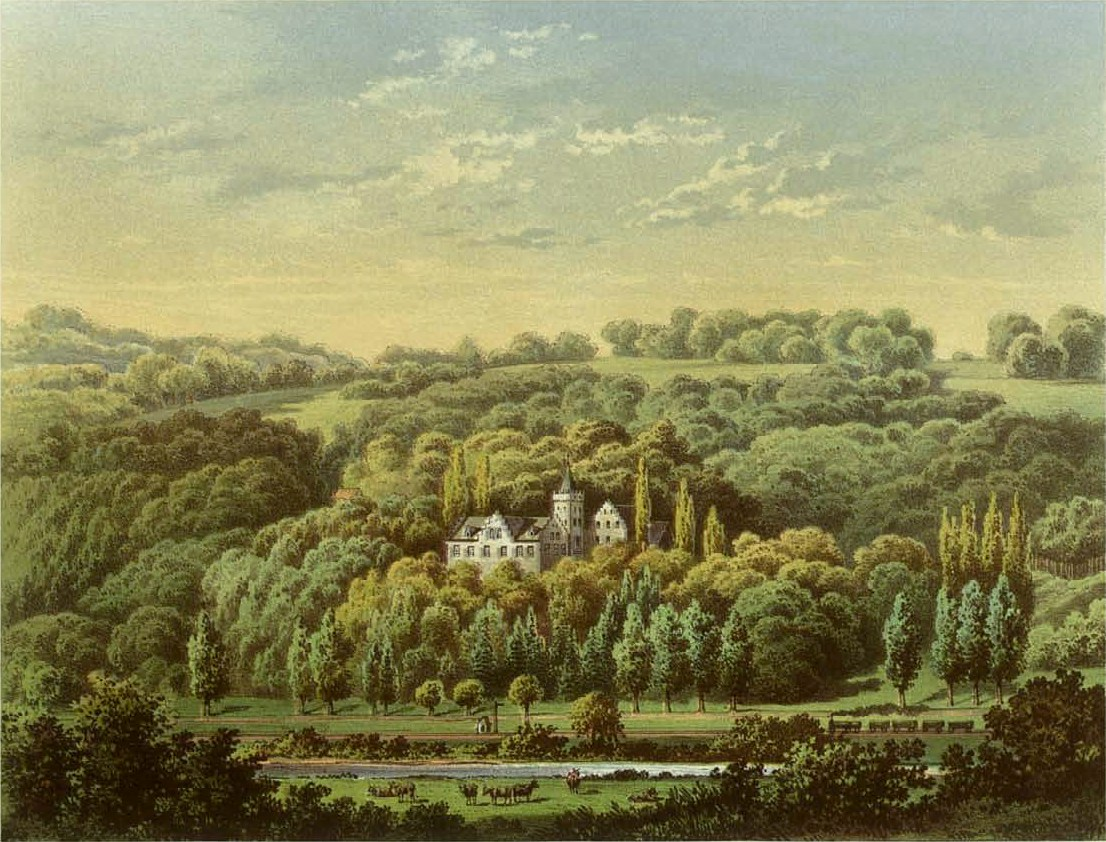
Haus Mallinckrodt um 1860, Sammlung Alexander Duncker

Haus Mallinckrodt ist ein ehemaliges Rittergut und heutiges Herrenhaus am Westhang des Ardeygebirges. Es liegt in einem Wald über dem Ruhrtal im Ortsteil Ende (Gedern) in der westfälischen Stadt Herdecke und wird auf Grund seiner imposanten Bauweise häufig auch als Schloss Mallinckrodt bezeichnet.

## Geschichte
Um 1241 wurde die Burganlage noch „Mesekenwerke“ genannt, ihre Besitzer nannten sich später von Mallinckrodt. Sie war ein Lehen der Grafen von Volmarstein, dann der Grafen von der Mark. Nach dem Aussterben der Besitzerfamilie Mallinckrodt – spätere Namensträger entstammen einer nicht mit diesem Besitz verbundenen Seitenlinie – ging Haus Mallinckrodt an die Familie von der Recke von Volmerstein, einen Zweig des westfälischen Adelsgeschlechts von der Recke.
Um 1446 wurde die Burg von Dietrich II. von Moers niedergebrannt. Im Jahr 1619 brannte die Burg erneut aus.
1896 wurde die Anlage von dem Elberfelder Bankier Hans Jordan erworben und 1903–1904 im Stil der flämischen Gotik erneuert, vom Vorgängerbau verblieb dabei nur der Turm.
Nachdem Jordan gestorben war, richtete seine Frau Cläre Jordan dort eine Künstlerkolonie ein.  So lebte und arbeitete der Maler und Grafiker Fritz Gärtner für mehrere Jahre auf dem heute denkmalgeschützten Schloss und hatte im Gartenhaus sein Atelier eingerichtet. Weitere Künstler aus den 1920er Jahren wohnten auf Schloss Mallinckrodt, so die Schriftstellerin Mally Behler, die Musikprofessorin Maria Philippi, der Musiklehrer Ernst Boucke und 1930 die Pianistin Martha Schmitz.
Etwas weiter nördlich im Wald befindet sich der private Friedhof der Familie Jordan.

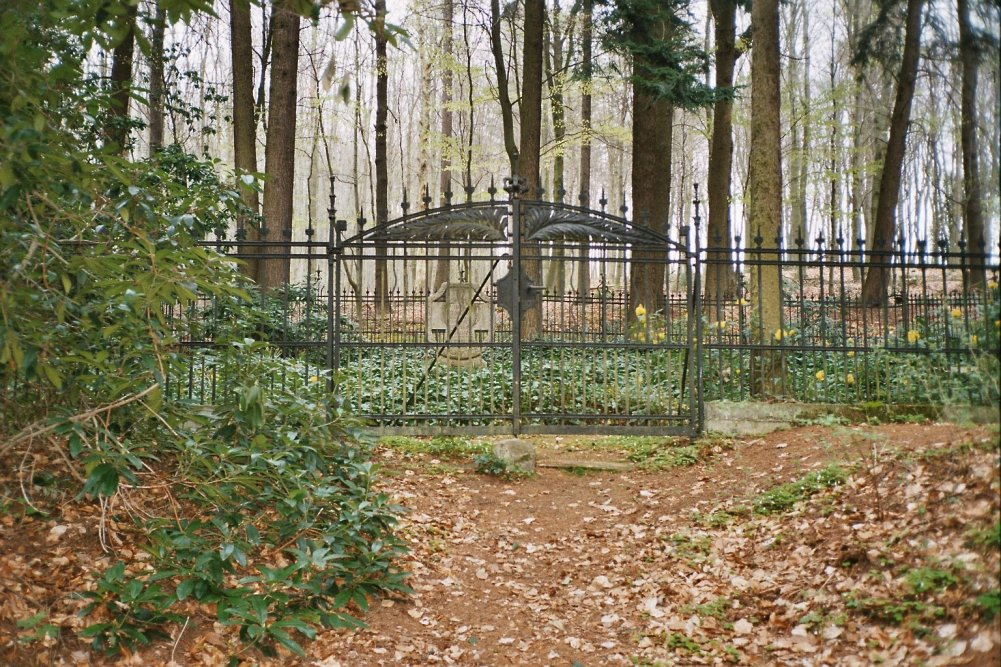
Der private Friedhof von Haus Mallinckrodt am Ruhrhöhenweg

## Tourismus
Das Anwesen ist in der 5. Generation im Privatbesitz der Familie Bernd und Erika Springorum befindlich und von mehreren Mietern bewohnt. Der Zugang zur Anlage des Hauses Mallinckrodt ist nur eingeschränkt möglich. Eine direkte öffentliche Kfz-Zufahrt- oder Parkmöglichkeit besteht nicht. Der Fahrweg bis zum Eingang der Anlage ist jedoch für Wanderer frei zugänglich und im Wald nur wenige hundert Meter am Schlossgelände vorbei verläuft der Wanderweg von Ruhrhöhenweg und Westfalenwanderweg, der Wegabzweig ist allerdings nicht ausgeschildert. Die Anlage kann nach vorheriger Anmeldung besichtigt werden.